# Centro Metropolitano de Detención (Guaynabo)

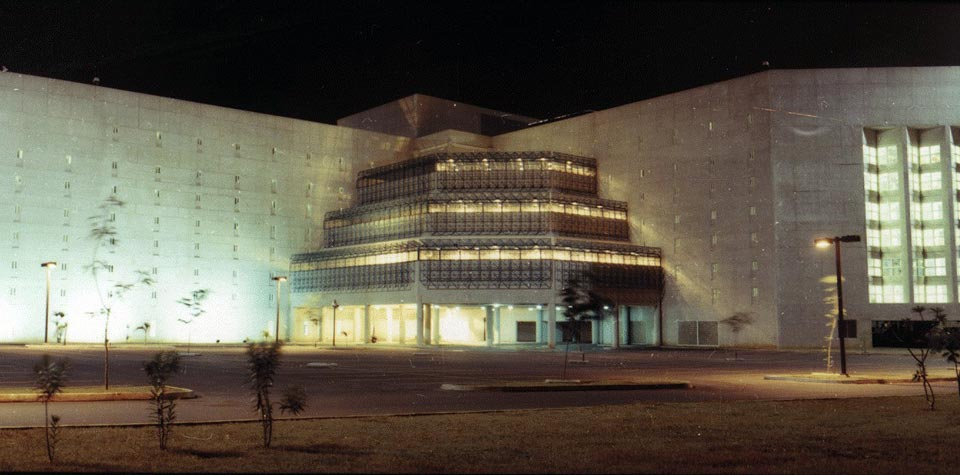
Centro Metropolitano de Detención, Guaynabo

El Centro Metropolitano de Detención, Guaynabo (Metropolitan Detention Center (MDC), Guaynabo) es una cárcel de la Agencia Federal de Prisiones en Guaynabo, Puerto Rico. MDC Guaynabo, oeste de San Juan, tiene prisioneros y prisioneras. MDC Guaynabo, cerca de Fuerte Buchanan, abrió en 1993. Es en el distrito judicial de Puerto Rico y las Islas Vírgenes de los Estados Unidos.